# أشباح اسمايل
أشباح إسماعيل (بالفرنسية: Les Fantômes d'Ismaël)‏ هو فيلم درامي فرنسي تم إنتاجه في سنة 2017. وهو من إخراج أرنود ديبلشين وبطولة ماثيو امالريك وماريون كوتيار وشارلوت غاينسبورغ ولويس جاريل وألبا رورفاكر ولازلو زابو وهيبوليت جيراردو.

## القصة
قصة الفيلم تتكلم عن مخرج اسمه اسماعيل، يقوم بالعمل على فيلم عن أخيه والذي عمل كدبلوماسي وجاسوس سري. وفي منتصف ليل ما وبينما هو يخون زوجته كارلوتا مع باحثة الفلك سيلفيا يتلقى مكالمة من هنري والد زوجته كارلوتا والمفقود منذ 20 سنة والذي اعتقد أنه ميت، وبنفس الوقت تظهر زوجته وتكشفه وهو يخونها، يقوم اسماعيل بعدها باطلاق النار بالخطأ على منتج الفيلم.

## التقييم
حصل الفيلم على تقييم 52% بناءً على 69 مراجعة من قبل نقاد الطماطم الفاسدة، وحصل على تقييم 23% من تقييم الجمهور. في موقع ميتاكريتيك حصل على تقييم 65 من 100 بناءً على 23 مراجعة.

## وصلات خارجية
- أشباح اسمايل على موقع IMDb (الإنجليزية)
- أشباح اسمايل على موقع ميتاكريتيك (الإنجليزية)
- أشباح اسمايل على موقع روتن توميتوز (الإنجليزية)
- أشباح اسمايل على موقع قاعدة بيانات الأفلام العربية
- أشباح اسمايل على موقع ألو سيني (الفرنسية)
- أشباح اسمايل على موقع بوكس أوفيس موجو (الإنجليزية)
- أشباح اسمايل على موقع فيلمافينيتي (الإسبانية)
- أشباح اسمايل على موقع قاعدة بيانات الفيلم (الإنجليزية)
- أشباح اسمايل على موقع ليتربوكسد (الإنجليزية)
- أشباح اسمايل على موقع كينوبويسك (الروسية)
- أشباح اسمايل على قاعدة بيانات الأفلام على الإنترنت